# Molophilus recisus
Molophilus recisus är en tvåvingeart som beskrevs av Alexander 1924. Molophilus recisus ingår i släktet Molophilus och familjen småharkrankar. Inga underarter finns listade i Catalogue of Life.